# SOR CN 12
SOR CN 12 je model příměstského částečně nízkopodlažního autobusu, který byl vyráběn českou společností SOR Libchavy v letech 2004–2022. Kromě dieselové verze byla vyráběna i verze na stlačený zemní plyn (CNG) SOR CNG 12. Od roku 2014 byla produkována i prodloužená verze SOR CN 12,3.
SOR CN 12 vychází z městského modelu SOR BN 12. Na rozdíl od městského modelu má mechanickou nebo poloautomatickou převodovku, je vybaven příměstskými sedadly a má pouze dvoje dveře (SOR BN 12 má dvoje, troje nebo čtvery dveře).

## Konstrukce
SOR CN 12 byl prvním příměstským nízkopodlažním autobusem z produkce firmy SOR. Model CN 12 je dvounápravový, přičemž v prostoru od zadní nápravy dopředu je autobus nízkopodlažní. Zadní náprava je hnací, motor a převodovka se nachází pod podlahou v zadní části vozu. Dvoudveřová karoserie vozu je svařena z ocelových profilů, zvenku je oplechovaná, zevnitř obložená plastovými deskami. Podlaha v nízkopodlažní části se nachází ve výšce 360 mm nad vozovkou. Kabina řidiče je uzavřená. Přední náprava je značky SOR, zadní tuhá náprava je značky DANA. Verze CNG 12, poháněná stlačeným zemním plynem (CNG), má na střeše palivové nádrže.

## Výroba a provoz
Autobusy SOR CN 12 se staly prvními příměstskými nízkopodlažními autobusy v ČR ve své cenové kategorii, proto se v poměrně krátké době rozšířily do většího množství soukromých dopravních společností, požadujících nízkopodlažní vozidla. Největším provozovatelem vozů SOR CN 12 je skupina Arriva Transport Česká republika, z dalších dopravců provozujících tento vůz např. TQM Opava či Transdev Morava. Výroba skončila v roce 2022, kdy poslední vůz CN 12 (výrobní číslo 2375) převzal brněnský dopravce Tourbus.
V roce 2013 bylo vyrobeno deset autobusů pro dopravce Arriva Morava, které byly vybaveny prodlouženými (vypouklými) nárazníky, aby celková délka vozidla vzrostla nad 12 m, což požadovaly podmínky vypsané soutěže. Vozy o délce 12 010 mm musely být schváleny samostatně jako typ SOR ICN 12 (písmeno I v názvu značí individuální schválení), neboť změna délky byla zásadní odchylkou od homologovaného provedení.

## Galerie

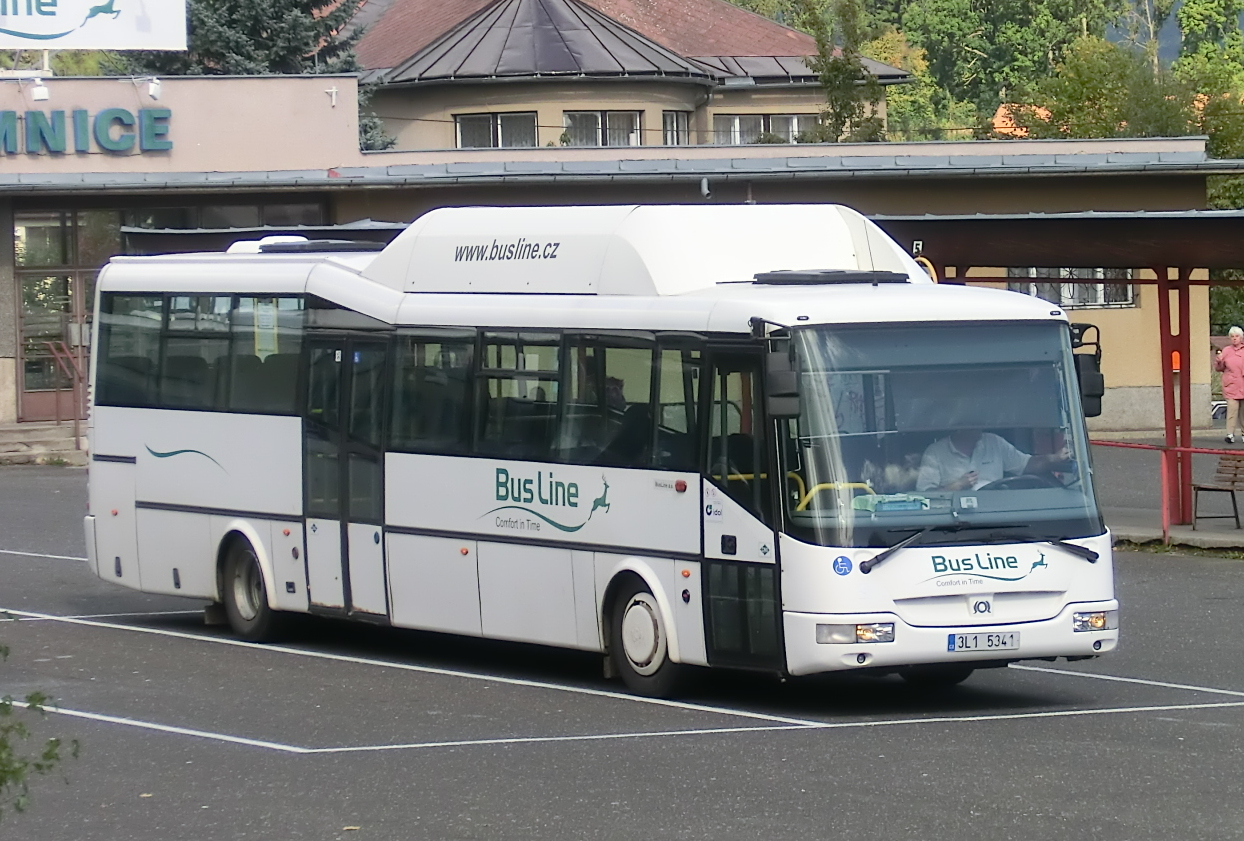
SOR CNG 12 v Jilemnici
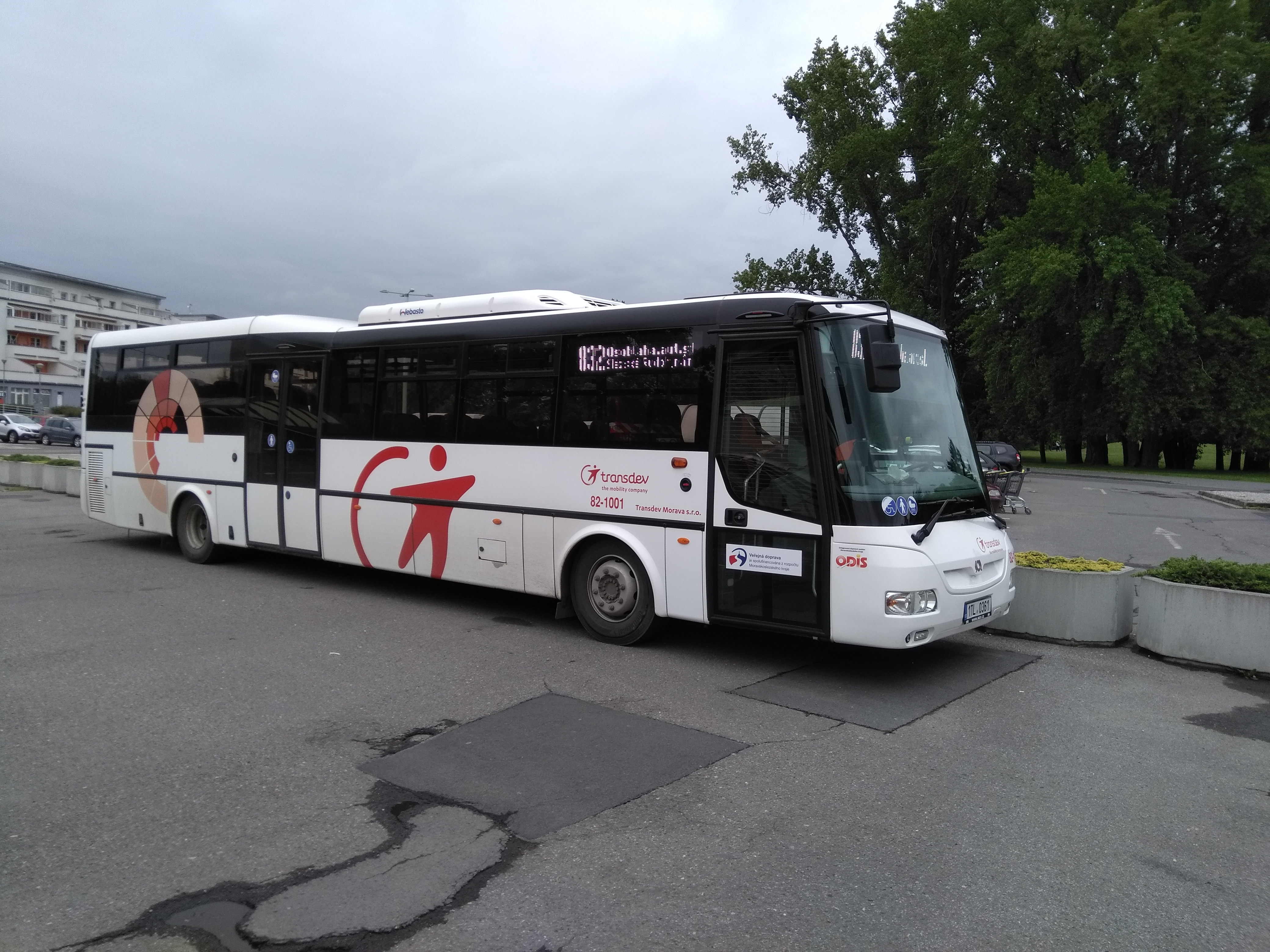
SOR CN 12 dopravce Transdev Morava v Krnově
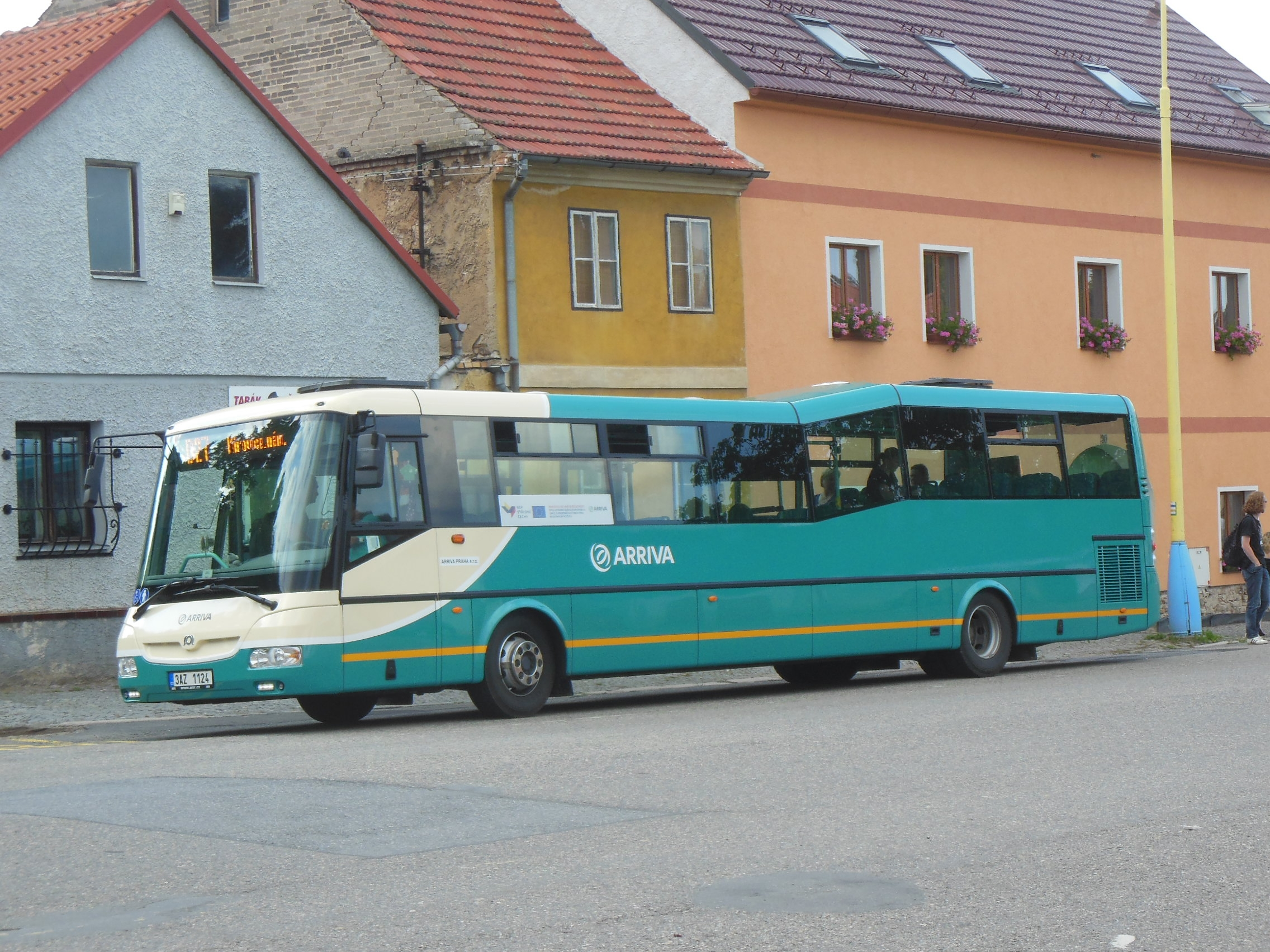
SOR CN 12 dopravce Arriva Praha v Milíně
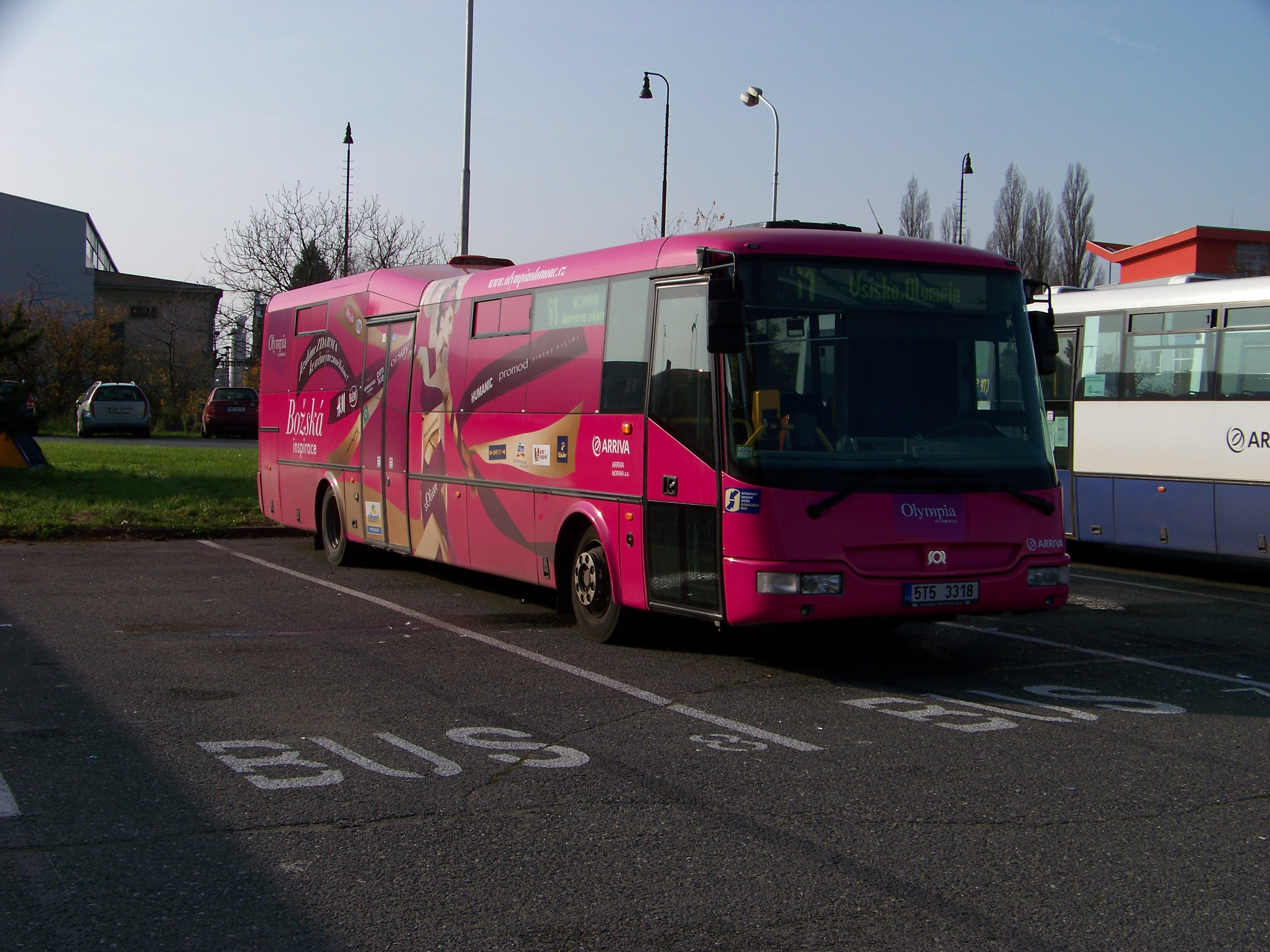
SOR CN 12 dopravce Arriva Morava v Olomouci